# Leipzig Miltitzer Allee järnvägsstation

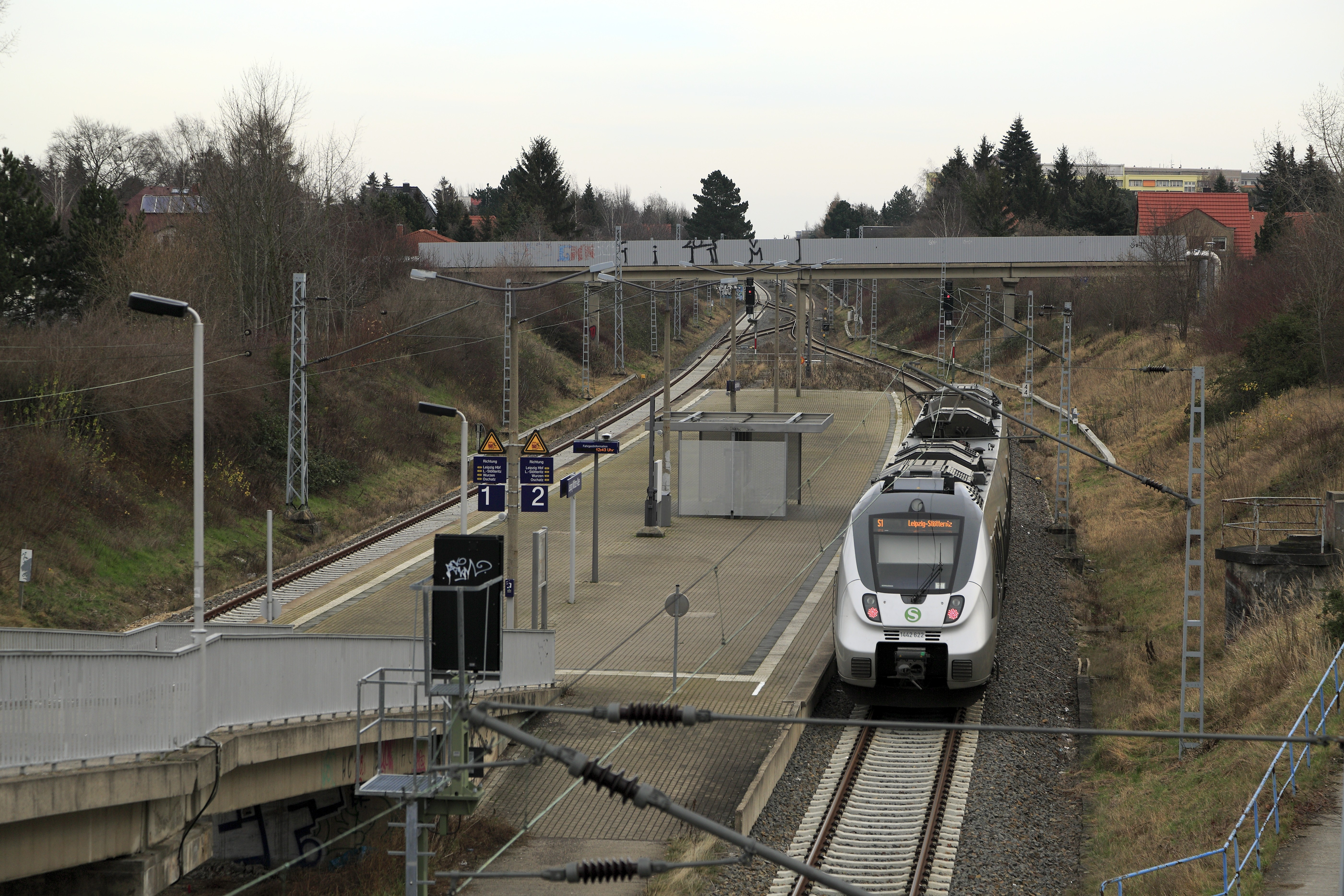
Leipzig Miltitzer Allee, 2015

Leipzig Miltitzer Allee är en järnvägsstation i stadsdelen Grünau i Leipzig. Stationen öppnades för trafik i december 1983. Stationen ligger på järnvägen Leipzig-Plagwitz–Leipzig Miltitzer Allee och är ändstation på linje S1 i S-Bahn Mitteldeutschland . 